# March (Gemeinde Virgen)
March (auch Mariach) ist eine Einöde bzw. Einschicht (Einzelsiedlung) in der österreichischen Gemeinde Virgen in Osttirol. Der Ortsbestandteil wurde 1981 von neun Personen bewohnt und wird zur Fraktion Welzelach gezählt.

## Geographie
March ist neben der Rotte Welzelach, dem Weiler Berg und der Einzelsiedlungen Lipper einer der vier Ortsbestandteile der Fraktion Welzelach. March liegt in rund 1.350 Metern Höhe nordöstlich von Welzelach und südlich von Berg, wobei der aus zwei Bauernhöfen bestehende Ort über eine Straße an Welzelach angebunden ist, die von Virgen über Niedermauern, Gries, Rain, Welzelach und Berg bis nach March führt. Die Straße führt zudem weiter bis zur Marcher Alm. Marcher beherbergte 1981 insgesamt zwei Häuser mit zwei land- und forstwirtschaftlichen Betriebsstätten, wobei in den zwei Häusern zwei Wohnungen bestanden. Das Land Tirol verzeichnete 2012 für March die Hofstellen Innermarcher (Welzelach-March Nr. 1) und Außermarcher (Nr. 2).

## Geschichte
March wurde von der Statistik Austria lange Zeit nicht eigens genannt, sondern bei Welzelach miteingerechnet. Erst im Zuge der Volkszählung 1951 wurde March als „Mariach“ separat ausgewiesen, wobei der Ortsbestandteil damals aus zwei Häusern mit zehn Bewohnern bestand. 1961 wurden von den Statistikern für March acht Einwohner verzeichnet, 1971 waren es sieben. Letztmals wies die Statistik Austria 1981 mit neun Einwohnern eine Bevölkerung für March separat aus, seitdem nennt sie in den Ortsverzeichnissen keine näheren Daten mehr für March.